# Pimpolhos da Grande Rio
O Grêmio Recreativo Cultural Escola de Samba Mirim Pimpolhos da Grande Rio é uma escola de samba mirim e organização não governamental, do município de Duque de Caxias, que participa dos desfiles das escolas de samba mirins, organizado pela AESM-RIO (Associação das Escolas de Samba Mirins). Sua sede fica localizada na Rua Conde de Porto Alegre, no centro de Caxias.
A escola também investe em eventos esportivos, tendo seu time de futebol infantil participado da Copa Danone. a agremiação Conseguiu levar dois nomes para escola-mãe, como o Mestre Fafá e a porta-bandeira Taciana Couto.

## História
A Pimpolhos da Grande Rio foi fundada em 2002 visando à participação nos desfiles das escolas de samba mirins, tendo realizado seu primeiro desfile no ano de 2003, levando para a Avenida Marquês de Sapucaí aproximadamente 1300 crianças.
No ano seguinte, 2004, a escola realizou uma grande transformação, passando a ser uma ONG com o objetivo de desenvolver trabalhos voltados para a comunidade caxiense. Desta forma, adotou sua própria Missão, Visão, Valores e Objetivos, diferentes dos da Acadêmicos do Grande Rio, passando a ser uma instituição independente.
Para a realização dos desfiles nos anos posteriores, a escola criou um Programa de Aprimoramento em Artes Carnavalescas - Arte Folia, com apoio do Fundo Nacional de Cultura (MinC), visando a produção carnavalesca, o aprendizado de técnicas artísticas voltadas para a produção de carnaval pelas mãos de jovens aprendizes.
Os desfiles da Pimpolhos da Grande Rio trazem sempre em sua temática assuntos educativos, utilizando o carnaval e todo universo lúdico que o envolve como  uma ferramenta de educação e que permita uma transformação social das crianças e adolescentes da região.
No ano de 2006, a escola criou o projeto Pimpolhos nas escolas, em parceria com a Secretária de Educação de Duque de Caxias, levando todo o encanto da produção de um carnaval para dentro das salas de aula.
Em 2007, foram criadas as oficinas do Carnaval Pedagógico, visando trabalhar com as crianças que participam do desfile os conceitos do enredo e das fantasias.
Mostrando estar sempre atenta com o desenvolvimento educacional das crianças e adolescentes envolvidas com os projetos da Pimpolhos, são oferecidas bolsas de estudos em instituições parceiras que também possuem o trabalho voltado para educação, arte e cultura dentro do município.
Em 2011, seguindo os seus conceitos, a Pimpolhos foi a única entre as 17 escolas de samba mirins cariocas a levar para a avenida um samba-enredo inédito com o tema: ...nossos contos... Onde foram reunidas histórias de diversas pessoas envolvidas com a Pimpolhos.
Em 2012, falando sobre a região onde ficava a Pequena África, a escola montou o seu samba-enredo por um processo de composição diferente, onde por fim, assinaram a composição Karen Soares, Yuri Reis de Oliveira, Gabriel Fabrício Ferreira e Caio Ferreira, e contou no desfile com a participação de diversos famosos.

## Segmentos

### Presidentes
| Nome          | Mandato | Ref. |
| ------------- | ------- | ---- |
| Camila Soares | ? - ?   |      |

### Intérpretes
| Período   | Nome                                                                    | Ref.                 |
| --------- | ----------------------------------------------------------------------- | -------------------- |
| 2011      | Anderson Medina                                                         | [ 5 ]                |
| 2012      | Dodô do Vale                                                            | [ 9 ]                |
| 2013-2014 | Rafael Santos                                                           | [ 10 ] [ 11 ]        |
| 2015      | Anderson Medina, Ruan Paiva, Chalana Saleiro, Davi Costa, Ramilla Silva | [ 12 ]               |
| 2016-2019 | Ruan Paiva                                                              | [ 13 ] [ 14 ] [ 15 ] |
| 2020      | Edson e Chalana                                                         | [ 16 ]               |

### Diretores
| Ano       | Diretor de Carnaval        | Diretor de harmonia        | Mestre de bateria            | Ref. |
| --------- | -------------------------- | -------------------------- | ---------------------------- | ---- |
| 2011-2018 | Walter 59 e Rosângela Rosa | Walter 59 e Rosângela Rosa | Mestre Fafá e Ingrid Parrini |      |

### Coreógrafo
| Ano  | Nome          | Ref. |
| ---- | ------------- | ---- |
| 2011 | Fabrília Cruz |      |
| 2015 |               |      |

### Casal de Mestre-sala e Porta-bandeira
| Ano       | Nome                            | Ref. |
| --------- | ------------------------------- | ---- |
| 2011      | Andrei e Elizabete Milena Ramos |      |
| 2016-2018 | Felipe Vianna e Taciana Couto   |      |

## Carnavais
| Pimpolhos da Grande Rio | Pimpolhos da Grande Rio | Pimpolhos da Grande Rio                                                                       | Pimpolhos da Grande Rio | Pimpolhos da Grande Rio                                                                           | Pimpolhos da Grande Rio   |
| Ano                     | Classificação           | Enredo                                                                                        | Compositores do samba-enredo | Carnavalesco                                                                                      | Ref.                      |
| ----------------------- | ----------------------- | --------------------------------------------------------------------------------------------- | --- | ------------------------------------------------------------------------------------------------- | ------------------------- |
| 2003                    | Sem competição          |                                                                                               | | Comissão de carnaval                                                                              | [ 1 ]                     |
| 2004                    | Sem competição          |                                                                                               | | Comissão de carnaval                                                                              | [ 1 ]                     |
| 2005                    | Sem competição          | "Do fundo do coração"                                                                         | Leandro, Bruno Formigão, Guma do Cavaco | Comissão de carnaval                                                                              | [ 1 ] [ 17 ]              |
| 2006                    | Sem competição          | "1,2,3 experiência"                                                                           | Douglas do Pulo, Flávio Ignez, Rafael Poesia e Gigi do Gato                                                                                                   | Marcos Cardoso e Edmilson Nunes                                                                   | [ 1 ] [ 18 ]              |
| 2007                    | Sem competição          | "Chega aí futuro!"                                                                            | Sandro Henrique, Léko Morais e Thiago Brito | Marcos Cardoso e Edmilson Nunes                                                                   | [ 1 ] [ 19 ]              |
| 2008                    | Sem competição          | "Canto para o encanto"                                                                        | Leandro Lima, Wagner Rosa, Bruno Formigão e Robson Silva | Comissão de carnaval (Camila Soares, Marcos Cardoso e Edmilson Nunes)                             | [ 1 ] [ 20 ]              |
| 2009                    | Sem competição          | "Caminhando, brincando e seguindo a lição... 18 anos do Estatuto da Criança e do Adolescente" | Vitória, Anderson, Thompson e Junior | Comissão de carnaval (Camila Soares, Marcos Cardoso, Edmilson Nunes e Lívia Diniz)                | [ 1 ] [ 21 ]              |
| 2010                    | Sem competição          | "Recicla vida! Conhecendo o passado e entendendo o presente para transformar o futuro!"       | Felipe Araújo, Tiago Souza, Johny, Guilherme Rizzo, Bruno Leonardo, Leozinho Nunes, Fernando do Repique, Claudio Vagareza, Alex Donozor (Pel) e Sandro Avelar | Comissão de carnaval (Lívia Diniz, Marcos Cardoso e Edmilson Nunes)                               | [ 1 ] [ 22 ]              |
| 2011                    | 4º lugar                | "...nossos contos..."                                                                         | Alex Donozor (Pel), Luigui, Gustavo, Jhonny, Rafael Santos, Bruno Leonardo, Mariana Batista, Caio Júnior, Caio Mello, Pedrinho Barbosa e Antônio Júnior       | Comissão de carnaval                                                                              | [ 5 ] [ 1 ] [ 23 ] [ 24 ] |
| 2012                    | Sem competição          | "As Maravilhas da Pequena África - O Samba está aqui!"                                        | Karen Soares, Yuri Reis de Oliveira, Gabriel Fabrício Ferreira e Caio Ferreira                                                                                | Comissão Artística (Lívia Diniz, Otávio Avancinni, Joana Bueno, Marcos Cardoso e Edimilson Nunes) | [ 25 ] [ 1 ] [ 9 ]        |
| 2013                    | Sem competição          | "As Maravilhas da Pequena África - Parte 2"                                                   | Ala dos Compositores |                                                                                                   | [ 11 ] [ 26 ]             |
| 2014                    | Sem competição          | "O povo, a bola e a terra de Recife à Caxias!"                                                | Rafael Santos, Lucas Donato e Davi Costa |                                                                                                   | [ 10 ] [ 27 ]             |
| 2015                    | Sem competição          | "Meu guri – A imagem da criança do meu Brasil"                                                | Nathália Moratelli, Tiago Castelen, Fabricio Machado, Dandara Vianna, Leonardo Saleiro                                                                        | Gustavo Pessoa                                                                                    | [ 12 ] [ 28 ]             |
| 2016                    | Sem competição          | "Todo mundo junto e misturado. Da terra das palmeiras à um país multicultural"                | Nathália Moratelli, Fabrício Machado e Thiago Castellen |                                                                                                   | [ 13 ] [ 29 ]             |
| 2017                    | Sem competição          | "100 anos de samba! Pimpolhos de bamba"                                                       | Fabrício Machado, Nathália Moratelli, Leonardo Saleiro, Ruan Paiva, Clewerson Ribeiro, Juliane Magalhães, Chalana Saleiro e Nathália Macedo                   |                                                                                                   | [ 14 ] [ 30 ]             |
| 2018                    | Sem competição          | Samba Cid com Alegria, Pimpolhos canta Cidadania                                              | Jorge Azevedo, Chalana Saleiro, João Pessanha, Beatriz Stadler, Elizabeth Silva, Raphael Silva.                                                               |                                                                                                   | [ 15 ]                    |
| 2019                    | Sem competição          | O Carnaval das Crianças de Heitor Villa Lobos                                                 | |                                                                                                   | [ 31 ]                    |
| 2020                    | Sem competição          | A Cor de Coraline                                                                             | Chalana, Edson, Matheus Almada, Rafael Baxter, André do cavaquinho e Clewinho.                                                                                |                                                                                                   | [ 16 ]                    |

O Carnaval das Crianças
de Heitor Villa Lobos